# 美術館の隣の動物園
『美術館の隣の動物園』（びじゅつかんのとなりのどうぶつえん、原題：미술관 옆 동물원）は、1998年の韓国映画。ひょんなことから10日間限定で同居することになったシナリオライターを目指す女性と兵役休暇中の男性を主人公とした恋愛映画である。

## キャスト
- チュニ：シム・ウナ
- チョルス：イ・ソンジェ
- 国会議員補佐官インゴン／シナリオの中の動物病院獣医師インゴン：アン・ソンギ（二役）
- チョルスの元恋人タヘ／シナリオの中の美術館案内員タヘ：ソン・ソンミ（二役）
- ：キム・ソンファ

## スタッフ
- 監督・脚本：イ・ジョンヒャン
- プロデューサー：イ・ミヨン
- 製作総指揮：イ・チュンヨン
- 撮影：ジョ・ヨンギュ
- 脚色：キム・ジン、イ・テキョン
- 美術：シン・ボギョン
- 衣装：チョン・ウンジョン
- 音楽：キム・ヤンヒ、キム・デホン